# Platyneuromus honduranus
Platyneuromus honduranus är en insektsart som beskrevs av Navás 1928. Platyneuromus honduranus ingår i släktet Platyneuromus och familjen Corydalidae. Inga underarter finns listade i Catalogue of Life.